# Michel Jonasz (album, 1977)
Pour le chanteur, voir Michel Jonasz.
Albums de Michel Jonasz
Changez tout
(1975) Guigui
(1978)
Michel Jonasz est le troisième album de Michel Jonasz sorti en 1977. Dans cet album, vendu à plus de 75 000 exemplaires, écrit et composé par Jonasz lui-même, on retrouve deux succès : J'veux pas qu'tu t'en ailles et Du blues, du blues, du blues.

## Titres
Toutes les chansons sont écrites et composées par Michel Jonasz.
| 1.    | Du blues du blues du blues   | 2:42 |
| 2.    | J’veux pas qu’tu t‘en ailles | 5:30 |
| 3.    | Les Réussites                | 3:19 |
| 4.    | Le Brocanteur                | 3:10 |
| 5.    | Danse papa danse             | 2:32 |
| 6.    | Les Odeurs d’éther           | 2:55 |
| 7.    | Y’a toi y’a moi              | 2:57 |
| 8.    | Pierrot                      | 4:43 |
| 27:48 |                              |      |

## Musiciens
- Basse : Brian Odgers
- Batterie : Clem Cattini
- Claviers : Michel Jonasz, Francis Monkman
- Guitare acoustique, guitare électrique : Alan Parker, Paul Keogh
- Harmonica : Graham Smith
- Direction d'orchestre, arrangements : Gabriel Yared